# Валя-Міке (Ковасна)
Валя-Міке (рум. Valea Mică) — село у повіті Ковасна в Румунії. Входить до складу комуни Борошнеу-Маре.
Село розташоване на відстані 149 км на північ від Бухареста, 18 км на південний схід від Сфинту-Георге, 32 км на північний схід від Брашова.

## Населення
За даними перепису населення 2002 року у селі проживали 29 осіб, усі — угорці. Усі жителі села рідною мовою назвали угорську.